# 维罗纳战役
维罗纳战役（英语：Battle of Verona）发生于1805年10月18日。此役属于拿破仑战争中第三次反法同盟战争的一部分。此役中，由安德烈·马塞纳指挥的法国军队和由泰申公爵卡尔大公率领的奥地利军队进行交战。在战斗结束之时，马塞纳夺取了阿迪杰河东岸的一座桥头堡，并击退了约瑟夫·菲利普·武卡索维奇指挥的守军。此役发生在意大利北部的维罗纳附近。
1805年秋，法国皇帝拿破仑一世计划让他的大军团在德国南部攻击并摧毁奥地利帝国的有生力量，因此法皇希望赢得在多瑙河爆发的一系列的战役。为了帮助实现这一目标，拿破仑希望马塞纳元帅竭尽全力牵制住卡尔大公在意大利的部队。
为了让马塞纳的部队与他的敌人进行决战，法军需要在阿迪杰河东岸建立一个桥头堡。在试图占领桥头堡的战斗中，法军渡河进攻，清除了两个区域，并占领了河东岸的一些高地。奥地利军队在这次遭遇战中承受的伤亡比法军多得多。这场战役为随后10月29日至31日爆发的卡尔迪耶罗战役奠定了基础。

## 背景

### 奥地利计划
1805年9月5日，奥地利陆军元帅卡尔大公、卡尔·腓特烈·冯·林德瑙（Karl Friedrich von Lindenau）中将和安东·迈尔·冯·哈尔德斯菲尔（Anton Mayer von Heldensfeld）少将制定了的奥地利军队的战略计划。这一策略在很大程度上符合卡尔大公、卡尔·马克·冯·莱贝里希和施瓦岑贝格亲王卡尔·菲利普制定的总体战略计划。然而，迈尔说服卡尔和林德瑙将部队从意大利转移到德国，而马克此时正在筹备入侵巴伐利亚选侯国。

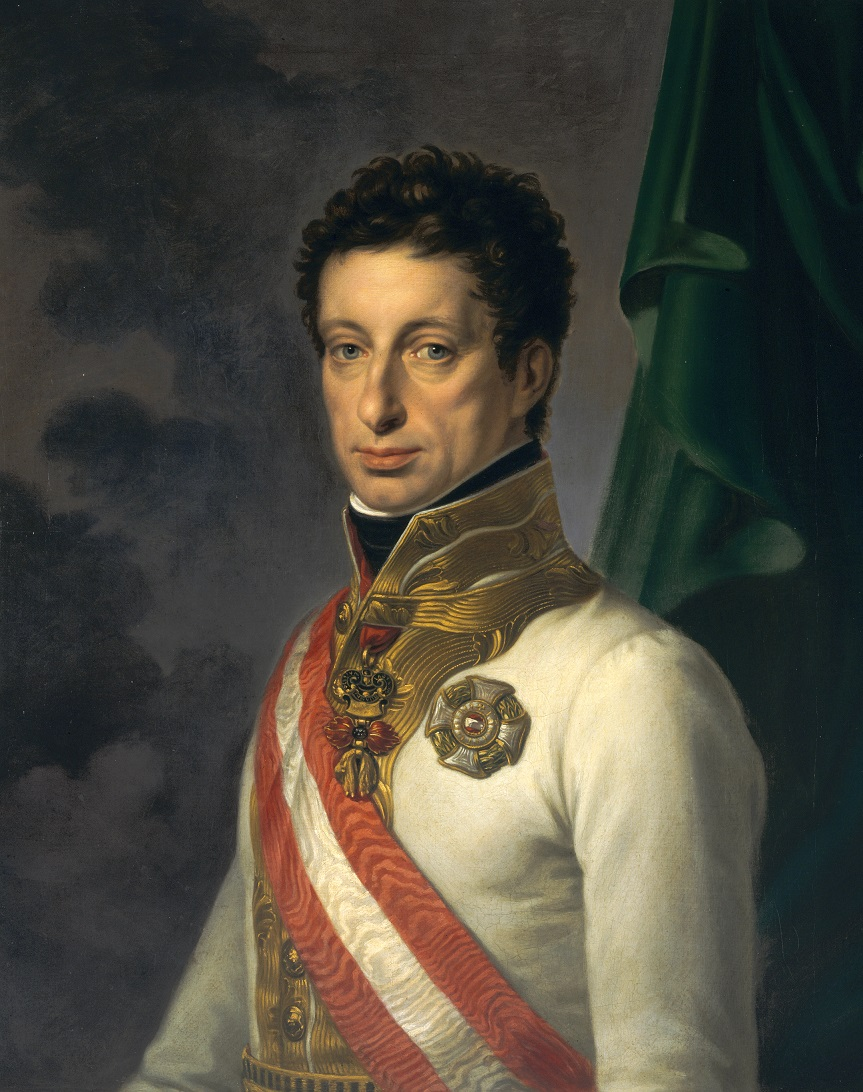
卡尔大公

奥地利军队最初的计划是在意大利部署120,000名士兵，在德国部署70,000名士兵，在提洛伯国部署25,000名士兵，以及在奥地利腹地部署20,000名士兵。迈尔的建议是将部署在意大利的兵力减少到90,000人，多出的30,000人将被部署到德意志地区。
卡尔大公不同意马克的激进策略。当弗朗茨二世问他的意见时，卡尔大公认为马克入侵巴伐利亚是一个严重的错误。尽管如此，皇帝还是允许马克继续他的行动。由于担心入侵巴伐利亚的结果会非常糟糕，卡尔采取了防御姿态，尽管他知道自己的可用兵力超过了马塞纳。
卡尔大公将约翰·冯·希勒麾下的22,000名士兵派往意大利蒂罗尔，位于里沃利韦罗内塞以北。大公安排40,000名士兵驻守从维罗纳到莱尼亚戈的阿迪杰河东岸，他还在卡尔迪耶罗拥有一个30,000人的中央后备队。在这些部队中，海因里希·冯·贝勒加德（Heinrich von Bellegarde）的分队负责守卫维罗纳。

### 法军计划

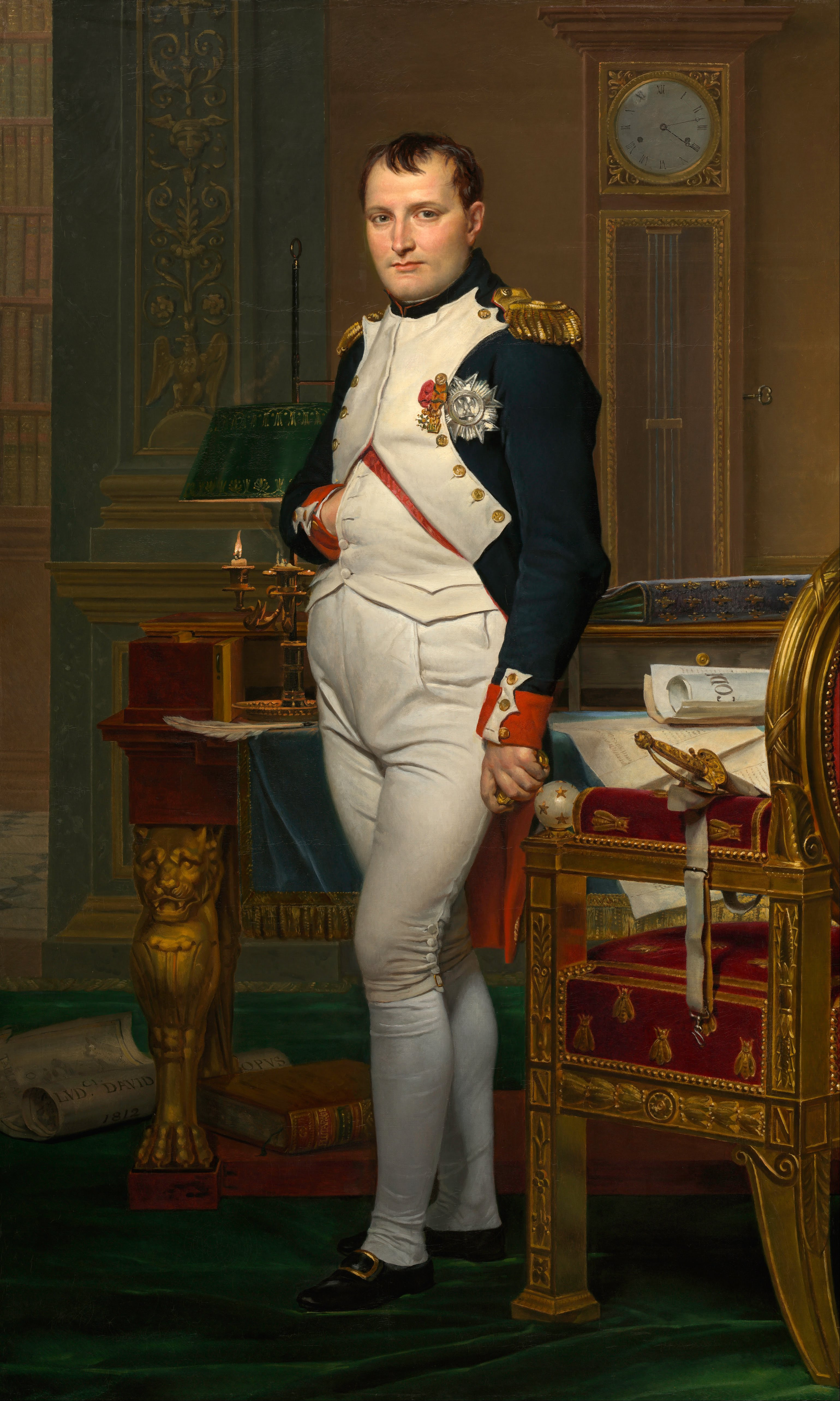
拿破仑一世

1805年8月上旬，拿破仑放弃了跨越英吉利海峡入侵英国的计划。相反，他决定将他的军队从海峡沿岸转移到德国南部，以粉碎奥地利军队。法皇希望于11月在俄罗斯军队抵达战场之前攻入奥地利首都维也纳。拿破仑带领法军的第1至第7军团、骑兵军团、帝国卫队和巴伐利亚盟军，并向德国地区的战役投入了194,000名士兵。在训练、人员、士气和组织方面，大军团是拿破仑指挥过的最优秀的军队。8月26日，拿破仑开始了他的计划，一个月后，他的部队横渡莱茵河。

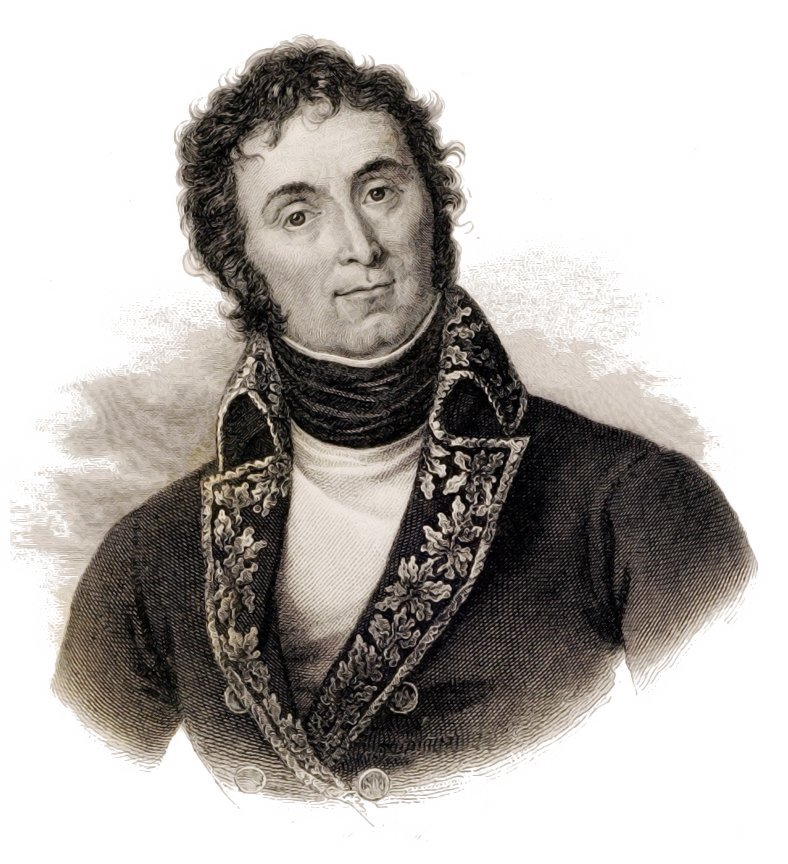
安德烈·马塞纳

多亏了一个精密的间谍网络，拿破仑才知道奥地利人在意大利部署了他们最大的军队。因此法皇希望卡尔大公的意大利守军不会影响到法军在德国南部的行动。马塞纳元帅的军队只有48,000人，因此他首先关注的是他的防御。1805年，阿迪杰河是法国伦巴第和奥地利威尼斯的分界线。在阿迪杰河的西侧，马塞纳的部队驻守在一个四个地区，即维罗纳、莱尼亚戈、加尔达渔村和曼托瓦，每个地区都部署了5,000名驻军。
最初，马塞纳以三个步兵师的兵力守住了阿迪杰河。此时，按照拿破仑新的指示，马塞纳开始集结他的军队，打算在维罗纳附近集结由五个步兵师和两个骑兵师组成的打击军团。
为了争取时间，拿破仑授权马塞纳提议休战，后者照做且得到了卡尔大公的认同。9月29日，双方制定了一项公约，规定军队在一方通知另一方的六天后才能开始战斗。一周后，马塞纳通知卡尔，敌对行动将于10月14日开始。10月17日，卡尔收到了拿破仑在慕尼黑的消息。在预见到乌尔姆战役的灾难性后果后，卡尔制定了从意大利撤军的计划。但在此之前，他必须保护自己的部队免受法军的攻击。

## 战斗

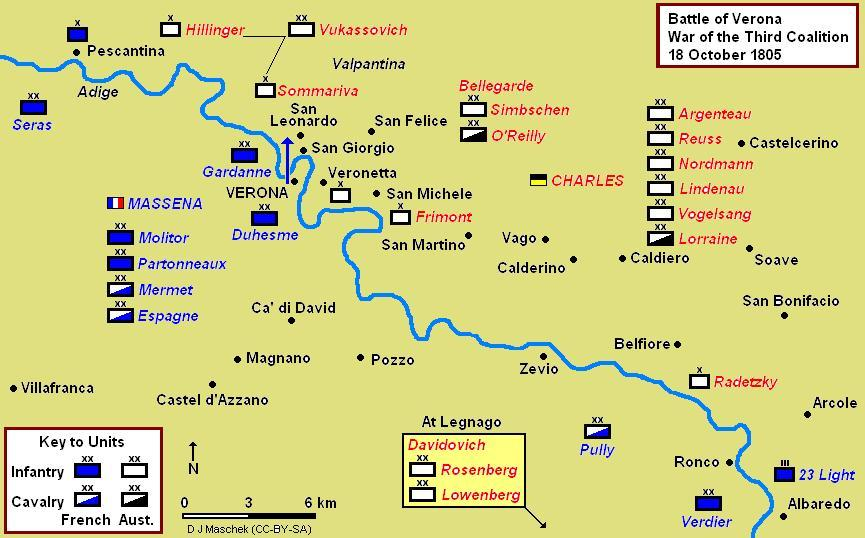
维罗纳战役地图

维罗纳的正东是维罗内塔，奥地利军队在此设防。此外，维罗纳和维罗内塔之间的桥梁位于奥地利的火炮覆盖范围内。因此，马塞纳将目光转向了维罗纳的西侧的圣乔治，这里有一座石桥连通对岸。该桥被称为斯卡利杰罗桥。奥地利军队方面，由武卡索维奇的部队负责保卫该地区。武卡索维奇在桥的中央建了一堵墙，并加固了圣乔治的防御。然而，武卡索维奇只分配了两个营来防守此地，他在维罗纳东北部的山丘上部署了六个营，而他的师的其他部队则驻扎在更北的地方。
马塞纳决定亲自指挥攻占桥梁的行动。他从麾下的各部队中抽调了了24个跳跃者连，将他们组成了一个突击纵队。跳跃者突击队有工兵营和轻炮连的支持，还有另一个步兵师提供协助。
10月18日凌晨，马塞纳率领他的突击队悄无声息地登上斯卡利杰罗桥。法军工兵在桥上设置了炸毁防御墙的炸药，随后法军突击队向奥军阵地冲去。在迅速占领了奥军的前哨后，法军突击队袭击了圣乔治，一个法军步兵旅也前来支援进攻，而武卡索维奇则用两个营加强了此处的奥地利守军。上午10时左右，圣乔治被法军占领。不久之后，武卡索维奇得到了第3轻骑兵团和汉尼拔·索马里瓦少将的步兵支援。武卡索维奇随后让他的骠骑兵向法军发起冲锋。法军组成方阵，并在大炮的帮助下过河，将奥地利骑兵击退。
中午时分，法军发动了转移奥军注意力的攻击。在轻而易举地穿过约瑟夫·拉德茨基·冯·拉德茨少将的防线后，法军第23轻步兵团的两个营在阿迪杰河畔阿尔巴雷多越过阿迪杰河。在误认为法军在维罗纳的行动是转移注意力，而在阿迪杰河畔阿尔巴雷多的行动才是真正的攻击后，卡尔大公带着三支部队向阿尔巴雷多进军，但当他抵达时，法军的进攻部队已经安全撤退到阿迪杰河的法国一侧。
马塞纳还命令另一个师在北部转移奥军的注意力。这一个师在维罗纳以西11公里的佩斯坎蒂纳前迷惑奥军。这一行动牵制了武卡索维奇一半的部队，这些士兵一直盯着对岸的法军，但从未采取任何行动。
到下午5时，圣莱昂纳多在激烈战斗后被法军攻陷，马塞纳的军队占领了高地并向东推进。此时，三个奥地利师一起出现在维罗纳东北部。奥军将法军击退了一小段距离，直到黑暗和疲劳结束了战斗。

## 结果

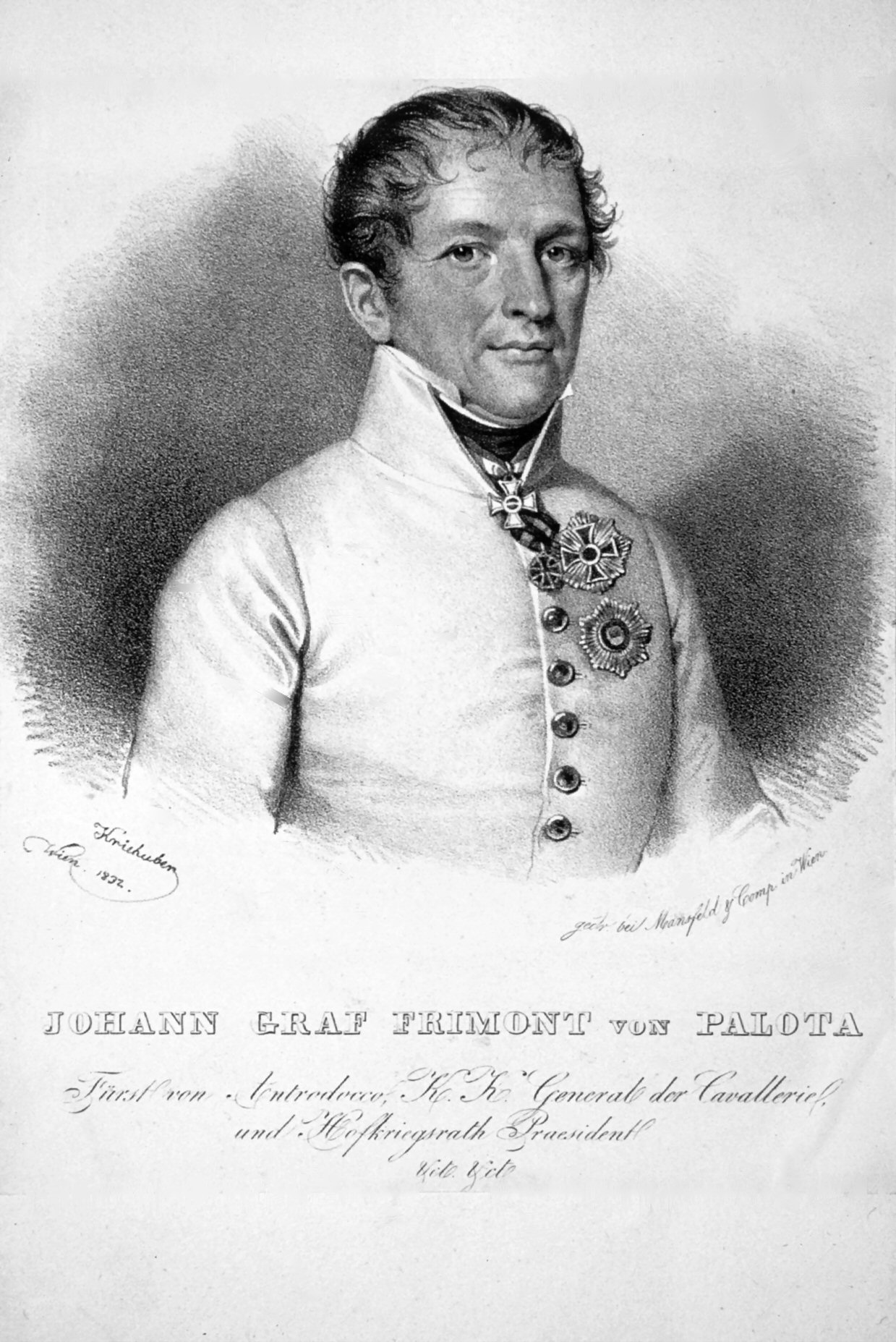
约翰·弗里蒙特

一位历史学家将法军的损失定为77人阵亡和246人受伤，总伤亡人数为323人，而奥军的伤亡人数为1152人，其中包括246人阵亡和906人受伤。第二个权威机构写道，法军阵亡150人，受伤300人，而奥地利人的阵亡、受伤和被俘人数为1,622人，还有四门大炮损失。
马塞纳只在维罗纳东北部的高地开辟了一座桥头堡，但未能占领更多的地区。卡尔大公对武卡索维奇未能阻止马塞纳的进攻感到愤怒，并将其撤职，弗朗茨·塞拉夫取而代之。卡尔大公认为，如果武卡索维奇事先派更多部队保卫这座桥，他本可以击退法军的第一次进攻。迪戈比·史密斯（Digby Smith）写道，武卡索维奇被撤职是因为他在离河太近的地方作战，违反了上级明确的命令。
即便如此，卡尔大公仍有足够的兵力攻击法国的桥头堡。相反，他满足于守卫现有的地区。法军方面，马塞纳用两个师的兵力来巩固他的桥头堡。卡尔大公和马塞纳后来都声称他们是因为正在等待德国的战况，从而导致了随后的不作为。接下来的战役是10月29日至31日的卡尔迪耶罗战役。

## 脚注
1. 1 2 3 4  Digby Smith. The Napoleonic Wars Data Book. London: Greenhill, 1998. ISBN 1-85367-276-9, 206
2. 1 2  Frederick C. Schneid. Napoleon's Italian Campaigns: 1805–1815. Westport, Conn.: Praeger Publishers, 2002. ISBN 0-275-96875-8, p. 28.
3. ↑  Rothenberg, Gunther E. . Bloomington, Ind.: Indiana University Press. 1982: 82–84. ISBN 0-253-33969-3.
4. 1 2  Schneid, 18
5. ↑  Rothenberg, 89–90
6. ↑  Schneid, 19–20
7. ↑  Schneid, 20
8. ↑  Rothenberg, 90
9. ↑  Schneid, 20–21
10. ↑  Rothenberg, 94
11. ↑  Schneid, 22
12. ↑  Schneid, 22–23
13. ↑  Schneid, 23
14. ↑  Kagan, Frederick W. . Cambridge, Massachusetts: Da Capo Press. 2006: 522. ISBN 0-306-81137-5.
15. 1 2  Schneid, 28
16. ↑  Schneid, 24
17. 1 2 3  Schneid, 27
18. 1 2  Schneid, 29
19. ↑  Smith, 208